# Kanton La Seyne-sur-Mer-1
Der Kanton La Seyne-sur-Mer-1 ist seit 2015 ein französischer Wahlkreis im Arrondissement Toulon, im Département Var und in der Region Provence-Alpes-Côte d’Azur. Er besteht aus den nordöstlichen Teil der Gemeinde La Seyne-sur-Mer mit 53.062 Einwohnern (Stand: 2022).